# Зарнен
Зарнен (нем. Sarnen) — город в Швейцарии, столица кантона Обвальден.
Население составляет 10 508 человек (на 31 декабря 2020 года). Официальный код — 1407.
Зарнен расположен в 20 км к югу от Люцерна. Через город протекает река Зарнера.
Официальным языком Зарнена является немецкий, но основным разговорным языком является местный вариант алеманнского швейцарского немецкого диалекта.

## История
Находки каменного и бронзового века показывают, что долина Зарнена была заселена с самых ранних времен. С годами Зарнен превратился в важный торговый центр.

## География
Зарнен расположен на высоте 471 м на северном берегу озера Зарнен вдоль оттока Зарнера. Озеро Зарнен занимает площадь примерно 7,5 км². Город окружен горными цепями, а неподалёку находится охраняемое болото. Самой известной горой недалеко от Зарнена является гора Пилатус высотой 2132 м. Площадь Зарнена (по данным обследования 2004/09 года) составляет 73,12 км². Из этой площади около 39,0 % используется в сельскохозяйственных целях, в то время как 50,7 % покрыто лесами. Из остальной части земли 6,0 % заселено (здания или дороги), а 4,3 % — непродуктивные земли. В ходе обследования 2004/09 года в общей сложности 260 га или около 3,6 % от общей площади было занято зданиями, что на 78 га больше, чем в 1980/81 году. Из сельскохозяйственных угодий 46 га используется для садов и виноградников, 1554 га — это поля и луга, а 1665 га состоят из альпийских пастбищ. С 1980/81 года площадь сельскохозяйственных угодий сократилась на 172 га. За тот же период времени площадь лесных угодий увеличилась на 27 га. Реки и озера занимают площадь 111 га в муниципалитете.
Муниципалитет состоит из 5 районов; Зарнен (население 6238 человек), Штальден (население 1278 человек), Вилен (население 1461 человек), Кегисвиль (население 1217 человек) и Рамерсберг (население 314 человека).

## Демография
Население Зарнена (по состоянию на 2020 год) — 10 508 человек. По состоянию на 2014 год 14,5 % населения составляют постоянно проживающие иностранные граждане.
Большая часть населения (по состоянию на 2000 год) говорит на немецком языке (91,0 %), при этом итальянский язык является вторым по распространенности (1,6 %), а албанский — третьим (1,6 %). По состоянию на 2000 год гендерное распределение населения составляло 49,9 % мужчин и 50,1 % женщин.
По состоянию на 2014 год дети и подростки (0-19 лет) составляют 19,2 % населения, взрослые (20-64 года) составляют 62,1 %, а пожилые люди (старше 64 лет) составляют 18,7 %.
Историческая численность населения приведена в следующей таблице:
| Год  | Население |
| 1945 | 5 723     |
| 1955 | 6 336     |
| 1965 | 6 686     |
| 1975 | 7 015     |
| 1985 | 7 956     |
| 1995 | 8 858     |
| 2000 | 9 218     |
| 2001 | 9 297     |
| 2002 | 9 335     |
| 2003 | 9 353     |
| 2004 | 9 425     |
| 2005 | 9 472     |
| 2006 | 9 512     |
| 2007 | 9 617     |
| 2008 | 9 798     |
| 2009 | 9 864     |
| 2010 | 9 902     |
| 2011 | 9 899     |
| 2012 | 9 880     |
| 2013 | 9 998     |
| 2014 | 10 140    |
| 2015 | 10 154    |
| 2016 | 10 142    |
| 2017 | 10 149    |
| 2018 | 10 396    |
| 2019 | 10 453    |
| 2020 | 10 508    |

В 2014 году уровень преступности из более чем 200 преступлений, перечисленных в Уголовном кодексе Швейцарии (от убийств, грабежей и нападений до получения взяток и фальсификации выборов), в Зарнене составлял 65,6 на тысячу жителей, что очень близко к национальному показателю 64,6. За тот же период уровень преступлений, связанных с наркотиками, составлял 4,9 на тысячу жителей. Этот показатель составляет примерно половину национального показателя. Уровень нарушений законов об иммиграции, визах и разрешениях на работу составил 1,0 на тысячу жителей, или около 20,4 % от национального показателя.

## Знаменитые жители
- Фолленвайдер, Ханс (1908—1940) — швейцарский уголовный преступник. Последний казнённый в Швейцарии заключённый.
- Омлин, Йонас (род. 1994) — швейцарский футболист, вратарь клуба «Монпелье» и сборной Швейцарии.